# عاصف محمدوف
عاصف محمدوف (ترکی آذربایجانی: Asif Hüseyn oğlu Məmmədov؛ زادهٔ ۵ اوت ۱۹۸۶) بازیکن فوتبال است.
از باشگاه‌هایی که در آن بازی کرده‌است می‌توان به باشگاه فوتبال قبله اشاره کرد.
وی همچنین در تیم ملی فوتبال جمهوری آذربایجان بازی کرده‌است.